# Bill Sharman
William Walton «Bill» Sharman (Abilene, Texas; 25 de mayo de 1926-Redondo Beach, California; 25 de octubre de 2013) fue un jugador de baloncesto de Estados Unidos que desarrolló su carrera profesional en los años 1950. Es miembro del Basketball Hall of Fame como jugador y entrenador. Como jugador ganó 4 anillos de la NBA entre los años 1957 y 1961 con los Boston Celtics, y, como técnico, entrenó a varios equipos, siendo lo más destacado su periplo en Los Angeles Lakers desde 1971 a 1976, donde consiguió 1 anillo más.
Sirvió durante la Segunda Guerra Mundial en el cuerpo de Cuerpo de Marines de los Estados Unidos.

## Trayectoria deportiva

### Universidad
Tras la guerra, Sharman se matriculó en la Universidad de Southern California, disputando con los Trojans 4 temporadas, promediando 13,5 puntos por partido. En su último año fue elegido en el mejor quinteto del país.

### Profesional
Comenzó jugando al béisbol en las Ligas Menores, pero pronto se centró en el baloncesto. Fue elegido en el draft por los Washington Capitols, equipo en el que tan solo jugó una temporada, ya que ese mismo año desapareció. Fichó entonces por los Boston Celtics, de donde ya no se movería. Allí coincidió con el legendario Bob Cousy, con el que formó una de las mejores parejas base-escolta de la Historia de la NBA.
Consiguió 4 títulos de la NBA a lo largo de las 10 temporadas en los Celtics, siendo elegido en 4 ocasiones en el mejor quinteto de la liga, y disputando un total de 8 All Stars. En total promedió 17,8 puntos, 3,9 rebotes y 3 asistencias por partido. Su camiseta con el dorsal 21 fue retirada por los Celtics en su honor al finalizar su carrera como jugador.
En 1961 se fue de forma breve a la ya desaparecida ABL, como jugador-entrenador del equipo de Los Angeles Jets, sin mucha suerte.

### Entrenador
En 1961 continuó en la ABL, esta vez, para dirigir a los Cleveland Pipers, a los que llevó al título. Sin embargo, no pudo defender el título, ya que esa liga desapareció a mediados de la temporada 1962-63. Volvió entonces a la universidad de donde surgió, en el sur de California, donde fue entrenador principal durante tres años, hasta que regresó a la NBA en 1966, haciéndose cargo de los San Francisco Warriors. De ahí pasó a la ABA, entrenando al equipo de Los Angeles Stars, los cuales, una vez en Utah, ganaron un título y Sharman fue nombrado entrenador del año.
Regresó de nuevo a la NBA, con Los Angeles Lakers, a quienes dirigió durante 5 temporadas. En la primera de ellas, la 71-72, consiguió su primer título de campeón, y Sharman, además de lograr el famoso récord aún no superado de 33 victorias consecutivas, fue nombrado Entrenador del Año. Hasta hoy, ha sido el único entrenador en recibir tal galardón en tres ligas diferentes. Una vez abandonó los banquillos, se quedó en la ciudad angelina siendo el General Manager del equipo, y posteriormente presidente del mismo.

## Estadísticas de su carrera en la NBA
|  | Denota temporadas en las que ganó un Campeonato de la NBA |
|  | Líder de la liga                                          |

##### Temporada regular
| Año      | Equipo     | PJ  | MPP  | %TC  | %TL  | RPP | APP | PPP  |
| -------- | ---------- | --- | ---- | ---- | ---- | --- | --- | ---- |
| 1950–51  | Washington | 31  | –    | .370 | .889 | 3.5 | 1.3 | 12.2 |
| 1951–52  | Boston     | 63  | 22.0 | .389 | .859 | 3.5 | 2.4 | 10.7 |
| 1952–53  | Boston     | 71  | 32.9 | .436 | .850 | 4.1 | 2.7 | 16.2 |
| 1953–54  | Boston     | 72  | 34.3 | .450 | .844 | 3.5 | 3.2 | 16.0 |
| 1954–55  | Boston     | 68  | 36.1 | .427 | .897 | 4.4 | 4.1 | 18.4 |
| 1955–56  | Boston     | 72  | 37.5 | .438 | .867 | 3.6 | 4.7 | 19.9 |
| 1956–57  | Boston     | 67  | 35.9 | .416 | .905 | 4.3 | 3.5 | 21.1 |
| 1957–58  | Boston     | 63  | 35.1 | .424 | .893 | 4.7 | 2.7 | 22.3 |
| 1958–59  | Boston     | 72  | 33.1 | .408 | .932 | 4.1 | 2.5 | 20.4 |
| 1959–60  | Boston     | 71  | 27.0 | .456 | .866 | 3.7 | 2.0 | 19.3 |
| 1960–61  | Boston     | 61  | 25.2 | .422 | .921 | 3.7 | 2.4 | 16.0 |
| Total    | Total      | 711 | 32.0 | .426 | .883 | 3.9 | 3.0 | 17.8 |
| All-Star | All-Star   | 8   | 24.3 | .385 | .815 | 3.9 | 2.0 | 12.8 |

##### Playoffs
| Año   | Equipo | PJ | MPP  | %TC  | %TL   | RPP | APP | PPP  |
| ----- | ------ | -- | ---- | ---- | ----- | --- | --- | ---- |
| 1952  | Boston | 1  | 27.0 | .583 | 1.000 | 3.0 | 7.0 | 15.0 |
| 1953  | Boston | 6  | 33.5 | .333 | .938  | 2.5 | 2.5 | 11.7 |
| 1954  | Boston | 6  | 34.3 | .432 | .860  | 4.2 | 1.7 | 18.8 |
| 1955  | Boston | 7  | 41.4 | .500 | .921  | 5.4 | 5.4 | 20.7 |
| 1956  | Boston | 3  | 39.7 | .391 | .941  | 2.3 | 4.0 | 17.3 |
| 1957  | Boston | 10 | 37.7 | .381 | .953  | 3.5 | 2.9 | 21.1 |
| 1958  | Boston | 11 | 36.9 | .407 | .929  | 4.9 | 2.3 | 21.1 |
| 1959  | Boston | 11 | 29.3 | .425 | .966  | 3.3 | 2.5 | 20.1 |
| 1960  | Boston | 13 | 28.0 | .421 | .811  | 3.5 | 1.5 | 16.8 |
| 1961  | Boston | 10 | 26.1 | .511 | .889  | 2.7 | 1.7 | 16.8 |
| Total | Total  | 78 | 33.0 | .426 | .911  | 3.7 | 2.6 | 18.5 |

## Estadísticas como entrenador
| Equipo            | Temp.   | P   | V   | D   | %V-D | Finalizó      | PP | VP | DP | %V-DP | Resultado                   |
| ----------------- | ------- | --- | --- | --- | ---- | ------------- | -- | -- | -- | ----- | --------------------------- |
| San Francisco     | 1966-67 | 81  | 44  | 37  | .543 | 1º en Western | 15 | 9  | 6  | .600  | Pierde en Finales de la NBA |
| San Francisco     | 1967-68 | 82  | 43  | 39  | .524 | 3º en Western | 10 | 4  | 6  | .400  | Pierde en Finales Div.      |
| Los Angeles (ABA) | 1968-69 | 78  | 33  | 45  | .423 | 5º en Western | -  | -  | -  |       | No Playoffs                 |
| Los Angeles (ABA) | 1969-70 | 84  | 43  | 41  | .512 | 4º en Western | 17 | 10 | 7  | .588  | Pierde en Finales de la ABA |
| Utah (ABA)        | 1970-71 | 84  | 57  | 27  | .679 | 2º en Western | 18 | 12 | 6  | .667  | Gana Campeonato de la ABA   |
| Los Angeles       | 1971-72 | 82  | 69  | 13  | .841 | 1º en Pacific | 15 | 12 | 3  | .800  | Gana Campeonato de la NBA   |
| Los Angeles       | 1972-73 | 82  | 60  | 22  | .732 | 1º en Pacific | 17 | 9  | 8  | .529  | Pierde en Finales de la NBA |
| Los Angeles       | 1973-74 | 82  | 47  | 35  | .573 | 1º en Pacific | 5  | 1  | 4  | .200  | Pierde en Semifinales Conf. |
| Los Angeles       | 1974-75 | 82  | 30  | 52  | .366 | 5º en Pacific | -  | -  | -  |       | No Playoffs                 |
| Los Angeles       | 1975-76 | 82  | 40  | 42  | .488 | 4º en Pacific | -  | -  | -  |       | No Playoffs                 |
| Total             |         | 819 | 466 | 353 | .569 |               | 97 | 57 | 40 | .588  |                             |

## Logros y reconocimientos
- 8 veces All Star
- Elegido en el mejor quinteto de la NBA en 4 ocasiones.
- Lideró en 7 ocasiones el porcentaje de tiros libres de la NBA.
- Elegido uno de los 50 mejores jugadores de la historia en 1996.
- Miembro del Basketball Hall of Fame desde 1976 como jugador y desde 2000 como entrenador. Junto a John Wooden, Lenny Wilkens, Tom Heinsohn y Bill Russell, las únicas 5 personas en lograrlo.
- Único entrenador en ganar el campeonato y el título de mejor entrenador en tres ligas diferentes: ABL (1962), ABA (1971) y NBA (1972).
- Elegido en el Equipo del 75 aniversario de la NBA en 2021.